# Chartocerus subaeneus
Chartocerus subaeneus is een vliesvleugelig insect uit de familie Signiphoridae. De wetenschappelijke naam is voor het eerst geldig gepubliceerd in 1878 door Förster.